# Christian Adolf Wallichs
Christian Adolf Wallichs (* 13. Mai 1831 in Garding; † 26. August 1922 in Altona) war Pädagoge und Mitglied des deutschen Reichstags.

## Leben
Wallichs besuchte das Gymnasium in Husum und studierte an den Universitäten Kiel und München Philologie. Während seines Studiums wurde er 1855 Mitglied der Burschenschaft Teutonia zu Kiel. Nach seinem Studium war er Hauslehrer in Mecklenburg, Holstein und Seeland. 1859 wurde er am Gymnasium in Meldorf angestellt, seit war er 1860 zu Rendsburg tätig. Seit 1864 war er Collaborator, dann Subrektor am Gymnasium in Flensburg.
Zwischen 1869 und 1876 war er Mitglied des Preußischen Abgeordnetenhauses und von 1874 bis 1877 des Deutschen Reichstages für die Nationalliberale Partei und den Wahlkreis Provinz Schleswig-Holstein 3 (Schleswig).
Sein Bruder war Julius Wallichs.